# La Paix maintenant
Pour les articles homonymes, voir La Paix maintenant (homonymie).
La Paix maintenant (en hébreu, שלום עכשיו - « Shalom Akhshav ») est un mouvement pacifiste israélien créé en 1978 par trois cents officiers de réserve de l'armée israélienne. Indépendant des partis politiques mais classé à gauche, son objectif est « de convaincre l'opinion publique et le gouvernement israélien qu'il est possible et nécessaire d'aboutir par la négociation, d'abord, à une paix juste et durable fondée sur le principe « Deux peuples, deux États » », puis, à une réconciliation entre Israël, un futur État palestinien et les autres pays arabes voisins. Il vise donc à la reconnaissance d'un État palestinien, tout en se réclamant sioniste.
Historiquement, il s'agit du premier mouvement israélien pour la paix israélo-arabe/palestinienne. Il est aussi le plus grand groupe politique non parlementaire israélien, et le seul à disposer d'une réelle base politique sur le terrain.

## Principes
Depuis sa création, La paix maintenant se bat pour :
- que soit reconnu le droit d'Israël à exister dans des frontières sûres
- qu'Israël reconnaisse ce même droit à ses pays voisins
- que soit reconnu le droit du peuple palestinien à l'auto-détermination.

En particulier, depuis les années 1980, le mouvement La Paix Maintenant milite pour la création d'un État palestinien indépendant aux côtés de l'État d'Israël, dans la conviction qu'il s'agit de la seule solution viable au conflit:
- Israël retournant à ses frontières de 1967
- l'État palestinien recouvrant pour sa part les territoires occupés par l'Égypte et la Jordanie de 1948 à 1967 puis par Israël depuis la guerre des Six Jours.

## Historique

### Naissance
En 1978, durant la visite d'Anouar el-Sadate en Israël et devant l'échec imminent des pourparlers de paix entre Israël et l'Égypte, un groupe de 348 soldats et officiers réservistes israéliens, tous membres d'unités combattantes, publient une lettre ouverte au Premier ministre israélien, Menahem Begin, lui demandant de poursuivre l'effort de paix. 

Le mouvement naît à la suite des dizaines de milliers de lettres envoyées par des Israéliens en soutien à cette initiative. 

Au cours d'un rassemblement à Tel Aviv-Jaffa, sur la place Malkhei Israel (rebaptisée depuis place Yitzhak Rabin en mémoire du dirigeant assassiné), les manifestants appelèrent Menahem Begin à restituer la péninsule du Sinaï en échange d'un Traité de paix avec l'Égypte.
En 1982, le mouvement organise de nombreuses protestations contre la participation d'Israël à la guerre du Liban, appelant au retrait des forces israéliennes. Cette activité culmine lors d'une manifestation en réaction au massacre organisé par les phalanges libanaises dans les camps de réfugiés de Sabra et Chatila. La manifestation, qui regroupa officiellement 400 000 personnes (soit 8 % de la population totale du pays) fut à l'origine de la création d'une commission d'enquête qui conclut à la responsabilité indirecte d'Ariel Sharon.

### Cible de l'extrême-droite
Le 10 février 1983, une manifestation est organisée en protestation à la suite du massacre de Sabra et Chatila. Le cortège est attaqué par un groupe d'extrême-droite dont un des membres, Yona Avrushmi, lance une grenade dans la foule. Emil Grunzweig, un des chefs de file de La paix maintenant, est tué et 9 autres manifestants sont blessés,.

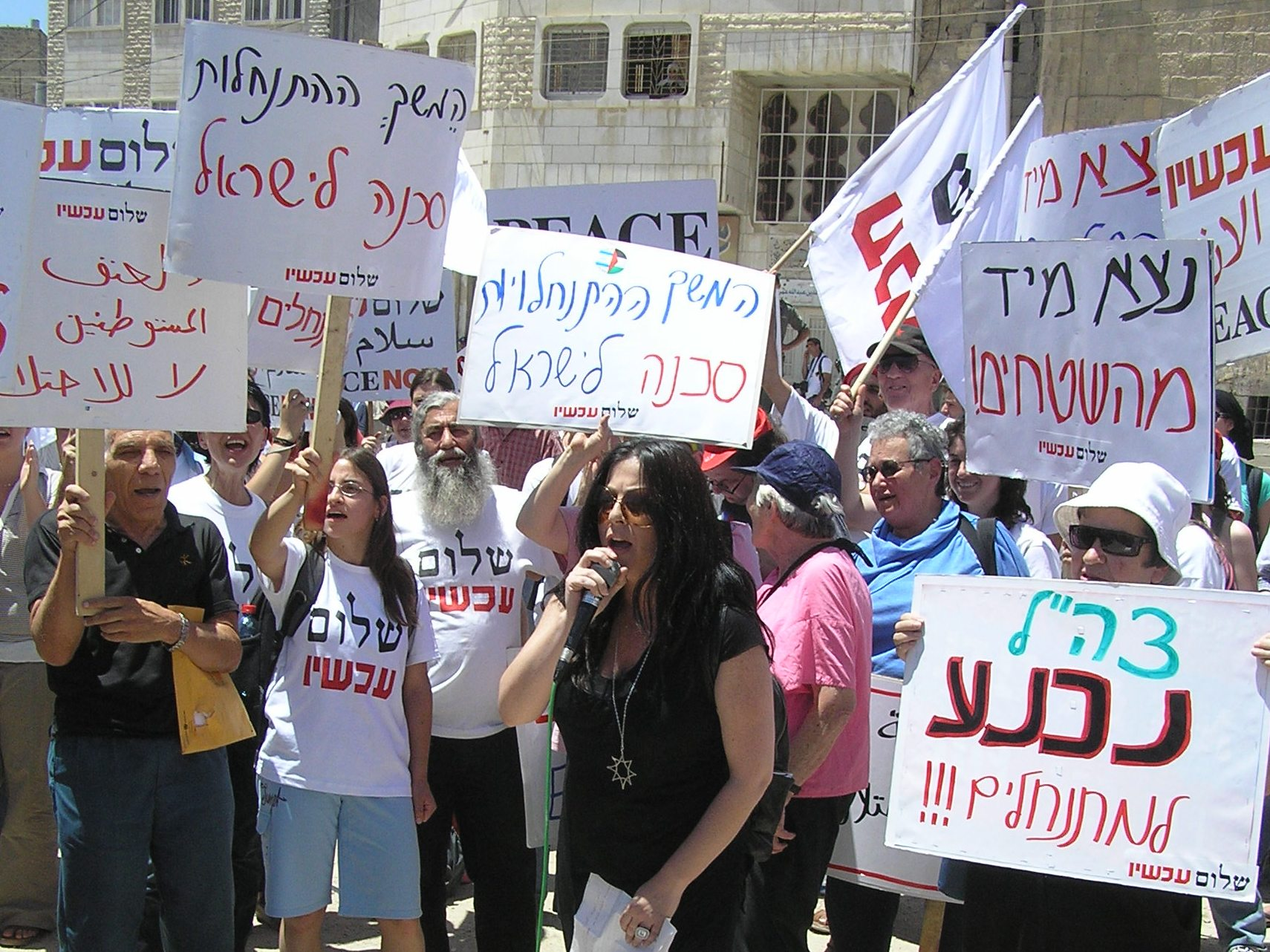
Manifestation de membres du mouvement à Hébron contre l'implantation des colonies de peuplement, 5 juin 2007.

En 1988, lorsque l'OLP reconnaît l'existence de l'État d'Israël (Résolution 242 du Conseil de sécurité de l'ONU) et accepte le principe d'une solution à deux États, La Paix Maintenant organise une manifestation qui rassemble 100 000 personnes pour appeler aux négociations avec l'OLP et au retrait de la bande de Gaza et de Cisjordanie.[réf. nécessaire]

### Prix Olof Palme
L'association reçoit le Prix Olof Palme en 1995.

### Déclin
Le mouvement perd son soutien à la suite de la Seconde Intifada. L'opinion israélienne, choquée par la soudaine explosion de violence, est alors dominée par le sentiment que Yasser Arafat n'aurait négocié que pour mieux asseoir son autorité et gagner du temps et aurait refusé les concessions proposées par Ehud Barak. Selon le Refugee Review Tribunal australien, citant l'Agence juive, ses difficultés viendraient de son propre succès, ses idées, largement partagées par la population, l'empêchant de survivre en tant que mouvement protestataire
Depuis 2002, La Paix Maintenant est de retour sur la scène politique, soutenant notamment la Feuille de route, les Accords de Genève (Yossi Beilin-Yasser Abd Rabbo) et la Coalition pour la Paix (Ami Ayalon-Sari Nusseibeh).

### Aujourd'hui
À l'heure actuelle, l'activité principale de La Paix Maintenant est la surveillance du développement des colonies israéliennes en Cisjordanie, notamment la mise à jour et la publication de la carte des implantations illégales.
Le mouvement est au centre de la « Coalition de la Majorité », qui a organisé de grandes manifestations et avait appelé à la fois, au soutien à l'évacuation de la bande de Gaza, réalisée en août 2005 et du nord de la Cisjordanie, et à la reprise de négociations avec le nouveau gouvernement palestinien.

## Controverses

### Financement étrangers
L'association est critiquée depuis 2009 sur l'origine et l'emploi de ses financements en provenance de gouvernements européens. La paix maintenant a rendu public sur son site web un compte-rendu de ce type de financement pour 2008, 2009 et 2010. Le montant cumulé est de 7 104 683 shekels,,. Elle fait face par ailleurs, comme toutes les ONG du pays, à des lois compliquant son fonctionnement au nom de la transparence, ou à des projets de loi menaçant ses sources de financement en provenance de l’étranger,. Selon la chaine de télévision israélienne, Aroutz 2, ce projet de loi souhaité par Benjamin Netanyahou menace le financement des ONG « de gauche » et constituerait un « coup dur pour La paix maintenant », dont environ la moitié du budget proviendrait de fonds étrangers.

### Condamnation pour calomnie
En octobre 2006, l'association, se fondant sur les chiffres publiés par l'administration civile israélienne, déclare que 40 % des colonies sont bâties sur des propriétés palestiniennes et 86,4 % de Ma'aleh Adumim, 35,1 % d'Ariel et 71,15 % de Revava (en). Une mise à jour effectuée en mars de l'année suivante fait apparaître que ces chiffres ne sont en réalité que de 30 % des colonies bâties sur des propriétés palestiniennes et 0,54 % dans le cas de Ma'ale Adumim et 22 % pour Revava, ce qui entraîne la condamnation de l'association pour calomnie, et à une peine de 20 000 shekel (soit environ 4 000 euros) d'amende ainsi qu'à l'obligation de procéder à des excuses publiques au The Fund for Redeeming the Land dans les journaux Maariv et Haaretz.

### Plainte contre l'organisation Im Tirtzu
La paix maintenant et l'organisation israélienne Im Tirtzu, classée à l'extrême-droite, s'affrontent régulièrement dans les médias et sur internet. Cette dernière se présente comme « un mouvement extra-parlementaire dont le but est de renforcer et promouvoir les valeurs du Sionisme en Israël ».
En mai 2012, La paix maintenant a porté plainte contre Im Tirtzu, accusant des membres de cette organisation de s’être présentés comme des militants de La paix maintenant tout en brandissant des drapeaux palestiniens à l'occasion des célébrations de la Journée de Jérusalem, probablement selon radio Galeï Tsahal, afin de dépeindre La paix maintenant comme « des sympathisants des Palestiniens ». Im Tirtzu a considéré « regrettable que La paix maintenant ne comprenne pas que la liberté d'expression inclut le droit de ridiculiser ses prises de position ».